# Banki-Basarikatti, Khanapur
Banki-Basarikatti là một làng thuộc tehsil Khanapur, huyện Belgaum, bang Karnataka, Ấn Độ.